# Bryhnia tenerrima
Bryhnia tenerrima là một loài Rêu trong họ Brachytheciaceae. Loài này được Broth. & Yasuda mô tả khoa học đầu tiên năm 1921.